# Chuck Findley
Chuck Findley, geboren als Charles B. Findley (Johnstown, 15 december 1947), is een Amerikaanse jazztrompettist.

## Biografie
Reeds op 4-jarige leeftijd begon de zoon van een muzikant in Cleveland met het trompetspel. Hij heeft ook opgetreden met andere koperen blaasinstrumenten. Op 11-jarige leeftijd kreeg hij een studiebeurs aan het Cleveland Institute of Music bij Jimmy Dorsey, in wiens band hij de eerste stappen mocht zetten. Ook zijn broer Bob bespeelde dit instrument. De eerste opnamen ontstonden in 1967 bij Buddy Rich (Big Swing Face). Tijdens de jaren in Los Angeles speelden Bob en Chuck Findley samen bij Herb Alpert's Tijuana Brass. In de loop van zijn carrière speelde hij samen met veel grootheden uit de show- en jazzbusiness, zoals B.B. King, Frank Sinatra, Elton John, Tom Waits en Jimmy Haslip.
Op het gebied van de jazz was hij tussen 1967 en 2017 betrokken bij meer dan 100 opnamesessies, waaronder met Groove Holmes, James Brown, Billy May, Michel Legrand, Quincy Jones, The Singers Unlimited, Tom Scott, Lee Ritenour, Paulinho Da Costa, Earl Klugh, Stanley Turrentine, Johnny Hammond Smith, Pharoah Sanders, Grady Tate, Louie Bellson, Peter Herbolzheimer, Freddie Hubbard, Don Menza, Randy Crawford, Al Jarreau, Herbie Hancock, The Manhattan Transfer, Bobby Shew, Dave Grusin, Stan Kenton, Seth MacFarlane en Wayne Bargeron. In 2001 nam hij onder zijn eigen naam met het Metropole Orkest onder leiding van Rob Pronk het album Live - Star Eyes op.
- Bibsys: 12057116
- Bibliothèque nationale de France: cb13935700w (data)
- Gemeinsame Normdatei: 134643453
- International Standard Name Identifier: 0000 0000 5513 148X
- Library of Congress Control Number: n92049058
- MusicBrainz: 99e8f55d-7968-42cf-8fe0-e4474e1bcd33
- Nationale Bibliotheek van Israël: 987007324523405171
- Virtual International Authority File: 5121741
- WorldCat: E39PBJmMYvbW38krwBmxw94rMP